# Lispe neimongola
Lispe neimongola är en tvåvingeart som beskrevs av Tian och Ma 2000. Lispe neimongola ingår i släktet Lispe och familjen husflugor. Inga underarter finns listade i Catalogue of Life.